# Электростатический громкоговоритель
Электростати́ческий громкоговори́тель (англ. ElectroStatic Loudspeakers ESL) — вид звукоизлучателя (громкоговорителя), в котором звук создаётся с помощью мембраны, помещённой в электростатическое поле. Может обладать превосходными звуковыми качествами: крайне низким коэффициентом нелинейных искажений (менее 0,05 %).

## Принцип действия

Схема, показывающая конструкцию электростатических громкоговорителей и их подключение. Толщина диафрагмы и сеток на рисунке увеличена для наглядности.

В динамиках используется тонкая плоская мембрана (диафрагма), обычно пластиковая плёнка, покрытая проводящим материалом (например, графитом), размещённая между двумя электропроводящими решетками (статором), который представляет собой металлический лист с отверстиями (или натянутую проволоку), с небольшим воздушным зазором между мембраной и статором. Мембрана взаимодействует с электростатическим полем статора.
Статоров может быть один или два, расположенных с разных сторон мембраны, а мембрана может быть низкоомной или высокоомной.
Для работы с низким уровнем искажений диафрагма должна работать с постоянным зарядом на своей поверхности, а не с постоянным напряжением. Это достигается одним или обоими из двух методов: выбирается проводящее покрытие диафрагмы и наносится таким образом, чтобы придать ей очень высокое поверхностное удельное сопротивление, и/или резистор большого номинала включается  последовательно между источником высокого напряжения и диафрагмой (на рисунке резистор не показан). Однако, последний метод все равно вносит искажения, поскольку заряд будет перетекать через диафрагму в точку, ближайшая к «сетке» или электроду, тем самым увеличивая силу, перемещающую диафрагму, это будет происходить на звуковой частоте, поэтому для практического громкоговорителя диафрагме требуется высокое поверхностное сопротивление (мегаомы на квадрат), чтобы снизить скорость перетекания заряда.
В самом распространённом варианте высокоомная мембрана натянута между двумя статорами.
Мембрана удерживается в среднем положении благодаря упругости.
Звуковой сигнал большой амплитуды (через повышающий трансформатор) подаётся, в противофазе к передней и задней решеткам (статорам). В результате между статорами возникает однородное электростатическое поле, пропорциональное звуковому сигналу. Это вызывает возникновение кулоновской силы, действующую на заряженную мембрану и смещающая её, в результате эти колебания движут воздух по обе стороны от неё.
Поскольку поле однородное — оно действует равномерно на всю мембрану, а сама мембрана имеет крайне низкую массу, благодаря этому достигаются высокие акустические характеристики: коэффициент нелинейных искажений (КНИ) менее 0,05 %, хорошие импульсные характеристики, плоская амплитудно-частотная характеристика.
Практически во всех электростатических громкоговорителях диафрагма приводится в движение двумя сетками, по одной с каждой стороны, потому что сила, действующая на диафрагму со стороны одной сетки, будет недопустимо нелинейной, что приведет к гармоническим искажениям. Использование сеток с обеих сторон устраняет часть нелинейности, зависящую от напряжения, но оставляет часть, зависящую от заряда (силы притяжения). Результат — почти полное отсутствие гармонических искажений.
В одной из последних разработок — на диафрагму подаётся напряжение звуковой частоты, а постоянное напряжение прикладывается к решеткам (так называемая Transparent Sound Solutions).

## Производство
Такие громкоговорители изготавливаются лишь несколькими фирмами и цена на них достаточно высока.
Мембрану чаще всего делают из полимерных плёнок (лавсан, майлар), из полиэфирной пленки (толщиной 2—20 мкм) с исключительными механическими свойствами, таких как пленка из полиэтилентерефталата.
Статоры должны создавать как можно более однородное электрическое поле, но при этом пропускать звук. Поэтому подходящими конструкциями решёток являются перфорированные металлические листы, каркас с натянутой проволокой и т. д.
В основании акустической системы с электростатическими громкоговорителями располагают повышающий трансформатор и источник высокого напряжения (но при этом очень малого, то есть неопасного, тока).

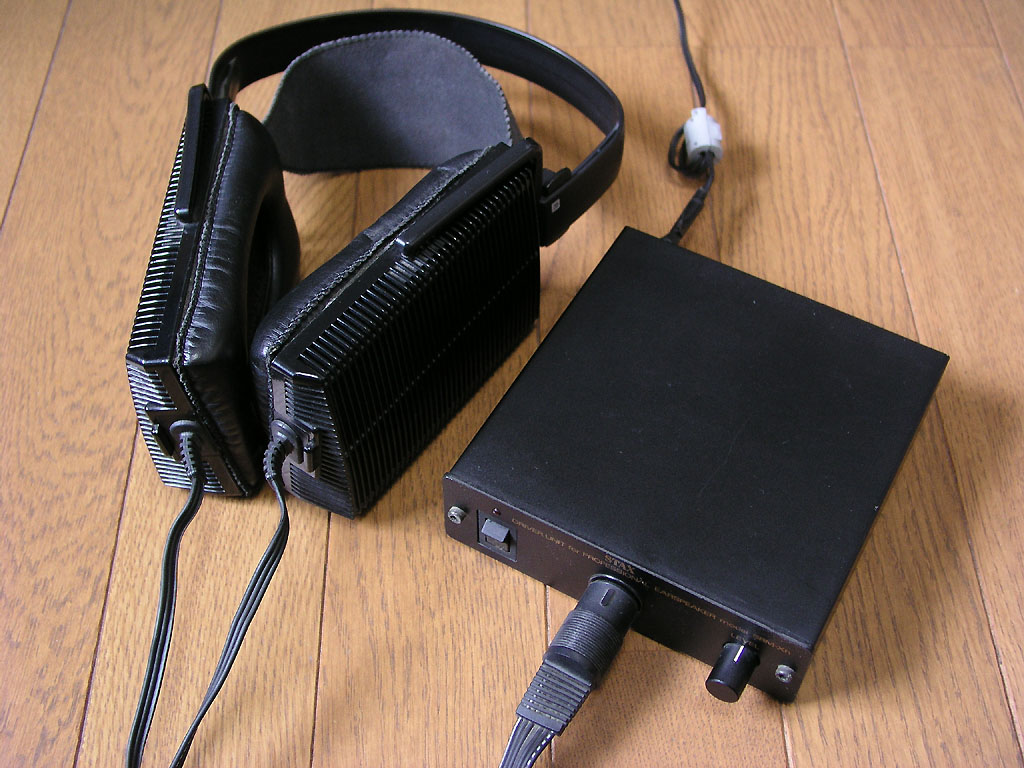
Пример наушников со встроенными электростатическими громкоговорителями